# Wayne Boyd
Pour les articles homonymes, voir Boyd.
Wayne Boyd, né le 25 octobre 1990 dans le Comté d'Antrim en Irlande du Nord, est un pilote automobile nord-irlandais. Il participe au championnat European Le Mans Series.

## Carrière
Wayne Boyd a remporté le championnat de Grande-Bretagne de Formule Ford en 2008 avec l'écurie Jamun Racing, avec pour bilan 13 victoires, 15 pole positions et 20 podiums en 25 courses. Durant cette même année, il a remporté la course du Formule Ford Festival. 
Ses performances lui ont valu le titre de superstars du British Racing Drivers' Club et une nomination pour le Trophée McLaren Autosport BRDC.

## Palmarès

### European Le Mans Series
| Année | Ecurie            | Châssis        | Moteur                      | Classe | 1             | 2             | 3             | 4             | 5             | 6             | Position | Points |
| ----- | ----------------- | -------------- | --------------------------- | ------ | ------------- | ------------- | ------------- | ------------- | ------------- | ------------- | -------- | ------ |
| 2016  | United Autosports | Ligier JS P3   | Nissan VK50VE 5,0 l V8 Atmo | LMP3   | SIL 2         | IMO 7         | RBR 14        | LEC 11        | SPA 3         | EST 2         | 5e       | 59     |
| 2017  | United Autosports | Ligier JS P3   | Nissan VK50VE 5,0 l V8 Atmo | LMP3   | SIL 3         | MON 4         | RBR Abd.      | LEC Abd.      | SPA 5         | POR 1         | 3e       | 63     |
| 2018  | United Autosports | Ligier JS P217 | Gibson GK428 4,2 l V8 Atmo  | LMP2   | LEC 9         | MON 11        | RBR 15        | SIL 10        | SPA 6         | POR 3         | 10e      | 23     |
| 2019  | United Autosports | Ligier JS P3   | Nissan VK50VE 5.0 L V8 Atmo | LMP3   | LEC gén: cls: | MON gén: cls: | BAR gén: cls: | SIL gén: cls: | SPA gén: cls: | ALG gén: cls: |          |        |

### Asian Le Mans Series
| Année     | Ecurie            | Châssis      | Moteur                      | Classe | 1               | 2                | 3               | 4               | Position | Points |
| --------- | ----------------- | ------------ | --------------------------- | ------ | --------------- | ---------------- | --------------- | --------------- | -------- | ------ |
| 2018-2019 | United Autosports | Ligier JS P3 | Nissan VK50VE 5,0 l V8 Atmo | LMP3   | SHA gén:8 cls:2 | FUJ gén:13 cls:5 | THA gén:7 cls:1 | SEP gén:7 cls:3 | 2e       | 70     |